# TSC Blau-Gold Nienburg
Der TSC Blau-Gold Nienburg e.V. ist ein Tanzsportverein in Nienburg/Weser. Der Verein wurde 1964 gegründet und verfügt über eine Standard- und zwei Lateinformationen sowie Breitensportangebote im Gesellschaftstanzen. Die Standardformation des Vereins tanzte 2012/13 und 2013/14 in einer Formationsgemeinschaft mit dem T.C.H. Oldenburg in der 1. Bundesliga Standard. In der Saison 2022/23 tanzt das A-Team des Vereins in der 2. Bundesliga Nord Standard.

## Standardformationen

### A-Team
Die Standardformation des TSC Blau-Gold Nienburg trat in der Saison 2006/07 zum ersten Mal in der Regionalliga Nord Standard an. Nachdem sie in der Saison 2006/07 und 2007/08 jeweils den dritten Platz der Liga erreicht hatte, belegte sie in der Saison 2008/09 den zweiten Platz und qualifizierte sich damit zur Teilnahme am Aufstiegsturnier zur 2. Bundesliga Standard. Dort erreichte das Team den zweiten Platz und stieg in die 2. Bundesliga Standard auf.
In der 2. Bundesliga tanzte die Formation bis zur Saison 2011/12. In der Saison 2012/13 und 2013/14 trat sie in einer Formationsgemeinschaft mit dem T.C.H. Oldenburg an, in der Saison 2012/13 in der 2. Bundesliga Standard, welche die Formationsgemeinschaft gewann, und in der Saison 2013/14 in der 1. Bundesliga Standard. Nach der Saison 2013/14 trennte sich die Formationsgemeinschaft und die Standardformation des TSC Blau-Gold Nienburg löste sich auf.
Die Standardformation tanzte u. a. zu den folgenden musikalischen Themen:
| Saison  | Thema                       | Liga                       |
| ------- | --------------------------- | -------------------------- |
| 2007/08 | „Tenöre“                    | Regionalliga Nord Standard |
| 2008/09 | „Udo Jürgens“               | Regionalliga Nord Standard |
| 2009/10 | „Udo Jürgens“               | 2. Bundesliga Standard     |
| 2010/11 | „Udo Jürgens“               | 2. Bundesliga Standard     |
| 2011/12 | „It's Time (Michael Buble)“ | 2. Bundesliga Standard     |
| 2012/13 | „It's Time (Michael Buble)“ | 2. Bundesliga Standard     |
| 2013/14 | „It's Time (Michael Buble)“ | 1. Bundesliga Standard     |

2016 wurde die Standardformation neu gegründet. In der Saison 2016/17 gewann sie alle Turniere der Regionalliga Nord Standard und qualifizierte sich damit wieder zur Teilnahme am Aufstiegsturnier zur 2. Bundesliga Standard. Dieses gewann die Mannschaft und stieg in die 2. Bundesliga auf. In der Saison 2017/18 belegte sie dort den vierten Platz.
2018 nahm die Mannschaft am Blackpool Dance Festival teil.
In der Saison 2018/19 gewann die Mannschaft die 2. Bundesliga Standard und stieg in die 1. Bundesliga Standard auf.
| Saison  | Thema                                     | Liga                                    |
| ------- | ----------------------------------------- | --------------------------------------- |
| 2016/17 | „Frauen regieren die Welt (Roger Cicero)“ | Regionalliga Nord Standard              |
| 2017/18 | „Frauen regieren die Welt (Roger Cicero)“ | 2. Bundesliga Standard                  |
| 2018/19 | „L-O-V-E“                                 | 2. Bundesliga Standard                  |
| 2019/20 | „L-O-V-E“                                 | 1. Bundesliga Standard                  |
| 2020/21 | wegen der COVID-19-Pandemie ausgefallen   | wegen der COVID-19-Pandemie ausgefallen |
| 2021/22 | „Feelin’ Like a Woman“                    | 1. Bundesliga Standard                  |

Trainer der Standardformation sind Peter Krüger, Claudia Krüger-Drescher, Ariane Schiessler und Felix Teufert.

### B-Team
In der Saison 2019/20 trat der Verein auch mit einem B-Team zu Ligawettkämpfen an. Die Mannschaft tanzte zum musikalischen Thema „Roger Cicero“ in der neuen 2. Bundesliga Nord Standard. In der Saison 2021/22 meldete der Verein die Mannschaft Anfang Februar 2022 ab. Trainer der Mannschaft sind Dennis-Tim Krüger und Sarina Schrader.

## Lateinformationen
Der TSC Blau-Gold Nienburg verfügt derzeit (Saison 2022/23) über zwei Lateinformation.
Das A-Team des TSC Blau-Gold Nienburg trat erstmals in der Saison 2003/04 in der Landesliga Nord Latein an. Ab der Saison 2006/07 trat das Team in der Oberliga Nord Latein an, in der Saison 2014/15 dann in der Regionalliga Nord Latein. In den Folgejahren tanzte die Mannschaft in der Oberliga Nord Latein. In der Saison 2019/20 startete die Mannschaft mit dem musikalischen Thema „New Spirit“ in der neuen 2. Bundesliga Nord Latein. In der Saison 2021/22 tanzt die Mannschaft erneut zu „New Spirit“. Trainer des A-Teams sind Tim Weinholz und Christian Stejzel.
Das B-Team trat von der Saison 2005/06 bis zur Saison 2008/09 sowie von der Saison 2012/13 bis zur Saison 2016/17 in der Landesliga Nord Latein zu Ligawettkämpfen an. Seit der Saison 2018/19 tanzt erneut ein B-Team des Vereins in der Landesliga Nord Latein. Seit der Saison 2019/20 tritt das Team wieder in der Landesliga Nord Latein an. Musikalisches Thema ist „Illuminate“. Trainer des B-Teams sind Tim Weinholz und Lea Peckart.
In der Saison 2007/08 traten neben dem A- und B-Team auch noch ein C- und D-Team in der Landesliga Nord Latein an. Seit 2013 gab es erneut ein C-Team im TSC Blau-Gold Nienburg, das jedoch in der Saison 2013/14 nicht zu Ligawettkämpfen antrat und später wieder aufgelöst wurde. Trainer des C-Teams waren Oliver Tienken und Tim Weinholz.